# Падме Амідала
Падме Амідала Наберріє (англ. Padmé Amidala Naberrie, 46 ДБЯ - 19 ДБЯ) — персонаж кіносаги «Зоряні війни», королева планети Набу, потім сенатор від Набу в Галактичному сенаті, дружина Енакіна Скайуокера, мати Люка і Леї. Належить до головних героїв трьох фільмів трилогії-пріквела: «Зоряні війни. Епізод I. Прихована загроза» (1999), «Зоряні війни. Епізод II. Атака клонів» (2002) і «Зоряні війни. Епізод III. Помста ситхів» (2005).

## Родовід
- Джафан І, Король Набу
  -  Королівська Династія Набу
    -  Династія Наберріє
      -  Вінама Наберріє, Аристократка
        -  Руві Наберріє, Аристократ
          -  Падме Амідала Наберріє, Королева Набу
            -  Люк Скайвокер, Принц Набу
            -  Лея Орґана-Соло, Принцеса Набу
              -  Бен Соло, Принц Набу

          -  Сола Наберріє, Принцеса Набу

    -  Інші Королівські Династії Набу

## Сюжет

### Ранні роки
Падме Наберріє було всього 14 років, коли вона була обрана королевою планети Набу (традиція обрання таких юних королев була характерна для Набу: Падме сама говорить про те, що не була наймолодшою королевою). Тим не менш, на момент свого обрання королевою вона вже протягом 2 років була правителькою столичного міста Тіда. Народилася Падме в далекому гірському селі в небагатій родині (у вирізаних з II епізоду сценах її сім'я зображена досить заможною, що дозволяє припустити, що матеріальний стан батьків Падме покращився завдяки високому становищу дочки) і мала старшу сестру — Солу.
Однак, відправившись відвідати свою бабку Вінаму, Падме назавжди полюбила життя столичного міста. Батьки Амідали були дуже стурбовані переїздом дочки, але все-таки дозволили дівчинці продовжувати навчання політичних наук. Ставши королевою, Падме прийняла тронне ім'я Амідала, яке, як і саме ім'я Падме, походить із санскриту, де воно асоціюється з лотосом. Як королева вона навчалася бойовим мистецтвам у капітана Панака. За палацовими правилами вона зобов'язана носити неймовірно складні наряди, зачіски і ритуальний грим. Одяг та грим дозволяють приховати справжнє обличчя королеви, тому під час небезпечних заходів або поїздок місце королеви займає одна із служниць, найчастіше Сабі (у ролі сенатора двійником Падме є Корді).

### Королева (32ДБЯ— 24ДБЯ)
Незабаром після обрання Падме була втягнута в конфлікт з Торговою Федерацією та інтриги Палпатіна проти канцлера Феніса Велорума. У першій частині кіноепопеї «Зоряні війни. Епізод I: Прихована загроза» вона намагається зняти блокаду своєї планети, звернувшись за допомогою до Палпатіна, сенатора Галактичного Сенату від Набу. Вона вирішує не оголошувати війну Федерації, так як справедливо боїться можливості насильства над її підданими. Однак незабаром дроїди Торгової Федерації починають вторгнення на Набу, і Амідала, не здатна захистити рідну планету самостійно, біжить за допомогою двох джедаїв - Вчителя Квай-Гон Джина і його учня Обі-Ван Кенобі, прибулих в систему Набу для проведення переговорів з Торгової Федерацією про зняття блокади.
При втечі з Набу корабель Падме атакований Торговою Федерацією і отримує серйозні пошкодження, внаслідок чого здійснює вимушену посадку на Татуїні, найближчої до Набу планеті, яку не контролюють неймодіанці з Торгової Федерації. Тут вони зустрічають 9-річного сина Шмі Скайуокер - Енакіна Скайвокера, який, як вважає Квай-Гон, є Обраним, покликаним відновити рівновагу Сили і знищити ситхів. Тому вчитель-джедай домагається звільнення Енакіна з рабства і має намір навчити його володінню Силою. Падме справляє сильне враження на хлопчика, який приймає її за ангела. Пізніше ці почуття переростуть в любов.
Виступаючи в Сенаті, Падме вимагає від делегатів визнати агресію проти її батьківщини і надати допомогу Набу. У своєму виступі вона піддає гострій критиці нерішучість канцлера Велорума (що піддався на пропозицію про створення і відправлення спеціальної комісії на Набу, що могло коштувати планеті втрати часу і, в кінцевому підсумку, незалежності), що і призводить до його відставки та обрання новим канцлером делегата від Набу - Палпатіна. Незважаючи на цю подію, Падме залишається позбавленою будь-якої серйозної допомоги з боку Республіки і таємно повертається на Набу.
За допомогою Джа-Джа Бінкса, з яким вона здружилася під час своєї подорожі, вона домагається укладення союзу з гунганами, які погодилися виставити свою армію проти дроїдів (через брак боєздатних збройних сил у наземних жителів Набу). Саме під час переговорів з королем гунганів Босс' Насс'аом супутники Падме вперше дізнаються про те, що вона використовує двійника. Зрештою Падме, за допомогою армії гунганів, героїчно стримавшій армію дроїдів в битві за Набу, Квай-Гон Джина і Обі-Вана Кенобі, які перемогли Дарта Мола, а також Енакіна Скайуокера, що знищила командну станцію дроїдів, захищає свою рідну планету від загарбників. Вона особисто бере участь у визволенні королівського замку Набу та арешті намісника Торгової Федерації Нута Ганрея, проявляючи при цьому неабияку мужність.

### Сенатор (22ДБЯ— 19ДБЯ)
Події, описані в цьому розділі, відбуваються у фільмах «Зоряні війни. Епізод II. Атака клонів» і «Зоряні війни. Епізод III. Помста ситхів».
У фільмі «Зоряні війни. Епізод II: Атака клонів», дія якого відбувається 10 років потому, Падме Амідала, якій виповнилося 23 або 24 роки, стає сенатором Галактичного Сенату після закінчення її другого терміну на посту королеви Набу. Вона є лідером опозиції, яка виступає проти створення армії Республіки для боротьби з сепаратистами з Конфедерації Незалежних Систем і їх армією дроїдів. Після невдалого замаху на її життя (організованого, як пізніше виявилося, заклятим ворогом Падме, колишнім намісником Нут Ганреем), що призвів до загибелі її двійника Корді, до неї для захисту був приставлений Енакін Скайуокер, що став учнем Обі-Вана Кенобі. Зокрема, він захищає Падме від отруйних багатоніжок. Палпатин таємно відправляє Падме на відпочинок додому, на Набу, однак насправді використовує цей час для пошуку нових способів її усунення. За час відсутності Падме в Сенаті її, по суті, замінює Джа-Джа Бінкс, який і виступає з пропозицією передачі канцлеру надзвичайних повноважень.
Під час спільного перебування на Набу Енакін, чиї почуття до Падме за десять років розлуки тільки посилилися, зізнається їй у коханні, проте спочатку Падме, ведена своїм обов'язком, відкидає його.
Ледве дізнавшись про те, що Обі-Ван Кенобі схоплений сепаратистами на Геонозисі, Падме змушує Енакіна, незважаючи на його завзятість, відправитися на пустельну планету для допомоги його вчителеві. Проте спроба звільнити Кенобі з полону лідера сепаратистів, колишнього джедая графа Дуку, призводить до полону Амідали і Скайвокера, яких готуються стратити на крупній арені, подібної римському Колізею Флавіїв. Чекаючи вірної смерті, Падме зізнається в коханні до юного падавана. Проте всі троє рятуються завдяки допомозі джедайської гвардії, очолюваної магістром Мейсом Вінду, а також прибуттям незабаром армії клонів під командуванням магістра Йоди. У запалі битви проявилися отримані Падме під час навчання капітаном Панакою навички володіння зброєю. У бою вона продемонструвала несподівані для жінки і видного політичного діяча стійкість і влучність стрільби, борючись пліч-о-пліч з найвидатнішими джедаями, проте її коханий в ході сутички на лазерних мечах з графом Дуку, підміняючи свого вчителя, втрачає праву руку. Після повернення на Корусант руку Енакіна замінюють кібернетичним протезом, і він з Падме таємно вінчається в присутності всього двох свідків - R2-D2 і C-3PO.
Битва за Геонозис, розпочата заради порятунку сенатора, джедая і падавана, обернеться першою битвою Війни Клонів, і Республіка зануриться у вир громадянської війни, яка перетворила Падме, підтриману сенаторами Бейлом Органа і Джа-Джа Бінксом, в лідера опозиційних до канцлера Палпатіна сил в Сенаті.
Вирізані сцени фільму дають уявлення про сім'ю Амідали: в кадрі з'являються батьки Падме, Джобал і Руві Наберріє, а також її сестра Сола з двома дочками - Руу і Пуджа (пізніше Пуджа Наберріє піде слідами Амідали, ставши на два роки під час Галактичної Громадянської війни представником Набу в Сенаті).
У подіях третього епізоду Падме разом з сенаторами Мон Мотмою, Бейлом Органа і деякими іншими, що стали після лідерами Альянсу, стає на чолі опозиції. Падме - одна з підписантів під петицією Двох Тисяч, основною вимогою якого було зняття з Палпатіна надзвичайних повноважень відразу після закінчення війни; якнайшвидший перехід до дипломатії в залагодженні конфлікту з сепаратистами. У новеллізації Метью Стовера описується, що Падме дуже переживає через свою діяльність, оскільки, знаючи про симпатії Енакіна до Палпатіна, вважає, що здійснює зраду по відношенню до чоловіка.
На початок третього епізоду Падме і Енакін не бачаться вже багато місяців. Того з Дальніх Рубежів приводить до столиці при облозі Корусанту. При першій же зустрічі Падме говорить Енакіну про те, що вона вагітна. Її турбують наслідки цього: вона напевно позбудеться свого місця в Сенаті, Енакіна ж можуть вигнати з Ордена. Але Скайуокер сприймає цю новину як величезне благо.
Його радість дуже скоро затьмарюється снами, в яких він бачить смерть коханої дружини. Але Падме мало турбує це, вона впевнена, що «на Корусанті жінки не вмирають від пологів», і їй нічого не загрожує. Незважаючи на застереження Енакіна, вона продовжує займатися політичною діяльністю і, по суті, наражає себе на небезпеку опозиційною діяльністю.
Падме дуже тривожиться за Енакіна, що знаходиться в постійному стресі через тертя між Радою і Канцлером Палпатіном. Вона пропонує звернутися за допомогою до Обі-Вана, але Енакін відкидає цю пропозицію. Найбільше Падме хочеться хоча б на якийсь час забути про війну, пожити трохи у мирі. Вона хоче полетіти для пологів на рідну планету Набу, в Озерний Край, і сподівається, що Енакін зможе бути поруч з нею.
Хоч вона й сама раніше визнає, що демократії, за яку вони боролися, більше немає, Падме не до кінця вірить Енакіну, коли він говорить про зраду Ордену по відношенню до Верховного Канцлера. З тривогою вона проводжає чоловіка на Мустафар. Сама ж присутня на останньому в її житті засіданні Сенату. Почувши про проголошення Імперії, вона з тривогою сприймає цю новину і радить своєму соратнику Бейлу Органі зберігати терпіння, в жодному разі не йти на відкритий конфлікт з Імператором і чекати, поки випаде нагода почати боротьбу.
Обі-Ван, бажаючи дізнатися, куди полетів Енакін, розповідає Падме про його зраду, перехід на Темну Сторону, прямій причетності до вбивства юнлінгів в Храмі і нарешті про колишнього верховного канцлера, який спланував останню війну, її наслідки і все, що привело їх в "тут і зараз". Падме, розуміючи, що жахи, творені в тепер уже колишній республіці Палпатіном, є правдою і підтвердженням її побоювань, все одно суперечить собі з почуттів до Енакіна. Обі-Ван здогадується, що Падме вагітна (враховуючи, що вона була приблизно на 8-9 місяці вагітності, це важко не помітити) і батько - Енакін, і залишає її, насправді зачаївшись на її скіффі. Падме, відмовившись від супроводу капітана Тайфу, з одним тільки C-3PO летить на Мустафар. Вона намагається переконати Дарта Вейдера в тому, щоб він відкинув Темну Сторону, полетів разом з нею, залишивши війну і політику. Її жахає позиція чоловіка стосовно правління Галактикою. Коли з'являється Обі-Ван, Енакін вирішує, що вона зрадила його, і намагається вбити її за допомогою Темної Сили, але залишає її в живих, оскільки йому завадив Обі-Ван.
Після закінчення дуелі зі Скайуокером Обі-Ван доставляє Падме в медичний центр, де вона народжує двох дітей, називаючи їх Леєю і Люком. Після, сказавши Обі-Вану, що в Енакіні ще є добро, вона вмирає. Згідно зі свідченнями медичних дроїдів, Падме просто втратила волю до життя.
Падме з усіма почестями похована в Тиді, на Набу. Дітей її ховають: Люка відвозять на батьківщину батька, Татуїн, а Лею - на Альдеран. Ховають їх з двох причин: Імператор може знайти їх і вбити, бо вони є загрозою його влади, так як можуть повалити його. Друга причина - їх може знайти Дарт Вейдер і виховати у злі. Дроїду C-3PO стирають пам'ять, щоб він нікому не проговорився.